# Die Junggesellenfalle
Die Junggesellenfalle ist ein deutsches Filmlustspiel aus dem Jahre 1952 von Fritz Böttger mit Maria Andergast und einer lustspielerprobten männlichen Besetzung (Oskar Sima, Rudolf Platte, Rudolf Carl, Franz Muxeneder) an ihrer Seite. Der Geschichte liegt der gleichnamige Schwank von Albert Kalkus in einer Bearbeitung von Ludwig Schmid-Wildy zugrunde.

## Handlung
Der Gemeindediener Wurzl hat es nicht leicht in seiner Gemeinde. Erstens ist er mit einem grantelnden, übellaunigen Frau verheiratet und reichlich Kindern gesegnet, und zweitens muss er dafür auch noch beißenden Spott der überwiegend unverheirateten Dorfbewohner ertragen. Eines Tages, nach einem besonders gemeinen Streich, dem man ihm spielt, wird es dem braven Gatten zu viel, und da Wurzl auch für die Steuereinnahmen des Ortes zuständig ist, hat er einen ziemlich hinterlistigen Racheplan ersonnen.
Er setzt das Gerücht in die Welt, dass zukünftig alle unverheirateten Männer eine besondere Steuer zu entrichten hätten. Wurzl hat eine helle Freude daran zu sehen, wie sich plötzlich alle um seine Gunst bemühen und sich um ihn scharen, auf dass die Erhebung jener diese Sondersteuer, eine wahre Junggesellenfalle, ausbleiben möge. Bald macht sich regelrechte Panik aus und bis auf einen Standhaften treibt es die verbliebenen Junggesellen des Dorfes schlagartig ins Ehejoch. Gemeindediener Wurzl hat damit das erreicht was er beabsichtigte.

## Produktionsnotizen
Die Junggesellenfalle entstand im Herbst 1952 in München (Atelier) und in Oberbayern (Außenaufnahmen). Der Film wurde am 22. Januar 1953 in Nürnberg uraufgeführt, die Berliner Premiere war am 13. März desselben Jahres.
Der Produzent Wilhelm Sperber übernahm mit Ludwig Spitaler auch die Produktionsleitung, Max Seefelder entwarf die Filmbauten. Otto Reinwald war Aufnahmeleiter.

## Kritiken
Im Lexikon des Internationalen Films urteilte knapp: „Grobschlächtiger Dorfschwank.“